# Zeledonia
Zeledonia (Zeledonia coronata) är en unik centralamerikansk fågel som numera förs till den egna familjen zeledonior inom ordningen tättingar.

## Kännetecken

### Utseende
Zeledonia är en liten fågel (12 cm), med satt kropp och långa kraftiga ben, men korta vingar och stjärt, kanske mest påminnande om myrpittor av släktet Grallaricula. Kombinationen av orangefärgad krona inramat av svart, mörkt olivgrön ovansida, skifferfärgat ansikte och undersida samt skärbruna ben är unik.

### Läte
Lätet är ett ljus och utdraget psiii eller psss, påminnande om svartnäbbad skogstrast och trädgränsgärdsmyg men ljusare och tunnare. Sången är en serie med tre till fem vassa och genomträngande visslingar.

## Utbredning och systematik
Zeledonian förekommer enbart i regnskog i Costa Rica och i västra Panama. Den behandlas som monotypisk, det vill säga att den inte delas in i några underarter.

### Släktskap
Zeledonia placeras som enda art i släktet Zeledonia. Fågeln har en brokig taxonomisk historia där den tidigare trotts vara nära släkting till både trastar och gärdsmygar, därav det engelska trivialnamnet Wrenthrush, "gärdsmygstrast". Inom sentida taxonomi har den ofta placerats i familjen skogssångare (Parulidae), men numera förs den till den egna familjen zeledonior. 
DNA-studier visar att den visserligen är nära släkt med skogssångare, men att den utgör en helt egen utvecklingslinje i en grupp där både skogssångare och trupialer ingår. Troligen är de närmast släkt med de två arterna i släktet Teretistris som förekommer på Kuba, även de tidigare kategoriserade som skogssångare. Därför lyfts zeledonian allt oftare som här ut i en nybildad familj, Zeledoniidae, antingen som enda art, alternativt inkluderande Teretistris-arterna.

## Levnadssätt
Zeledonia för en mycket tillbakadragen tillvaro i bambustånd i svala och fuktiga bergsskogar, från 1500 meters höjd upp till trädgränsen men vanligast kring 2500 meter. Den hoppar mest runt på marken på jakt efter insekter och spindlar. Den klipper regelbundet nervöst med vingarna och springer helst skyggt undan. Om den tar till vingarna är flykten svag.

### Häckning
Fågeln häckar mellan april och juni på marken i ett bollformat bo av mossa med en sidoingång. Den lägger två ägg. Ungarna är flygga efter åtminstone 17 dagar.

## Status och hot
Arten har ett stort utbredningsområde och en stor population med stabil utveckling och tros inte vara utsatt för något substantiellt hot. Utifrån dessa kriterier kategoriserar internationella naturvårdsunionen IUCN arten som livskraftig (LC). Den beskrivs som ganska vanligt förekommande. Beståndet är dock relativt begränsat, uppskattat till mellan 20 000 och 50 000 vuxna individer.

## Namn
Fågelns svenska trivialnamn, tillika dess vetenskapliga släkt- och familjenamn, hedrar José Castulo Zeledón (1846-1923), costaricansk affärsman och naturforskare.